# Laura Tucker-Longsworth
Laura Tucker-Longsworth, OBE (* in British Honduras) ist eine ehemalige Politikerin aus Belize, die unter anderem zwischen 2017 und 2020 Sprecherin des Repräsentantenhauses (House of Representatives) war.

## Leben

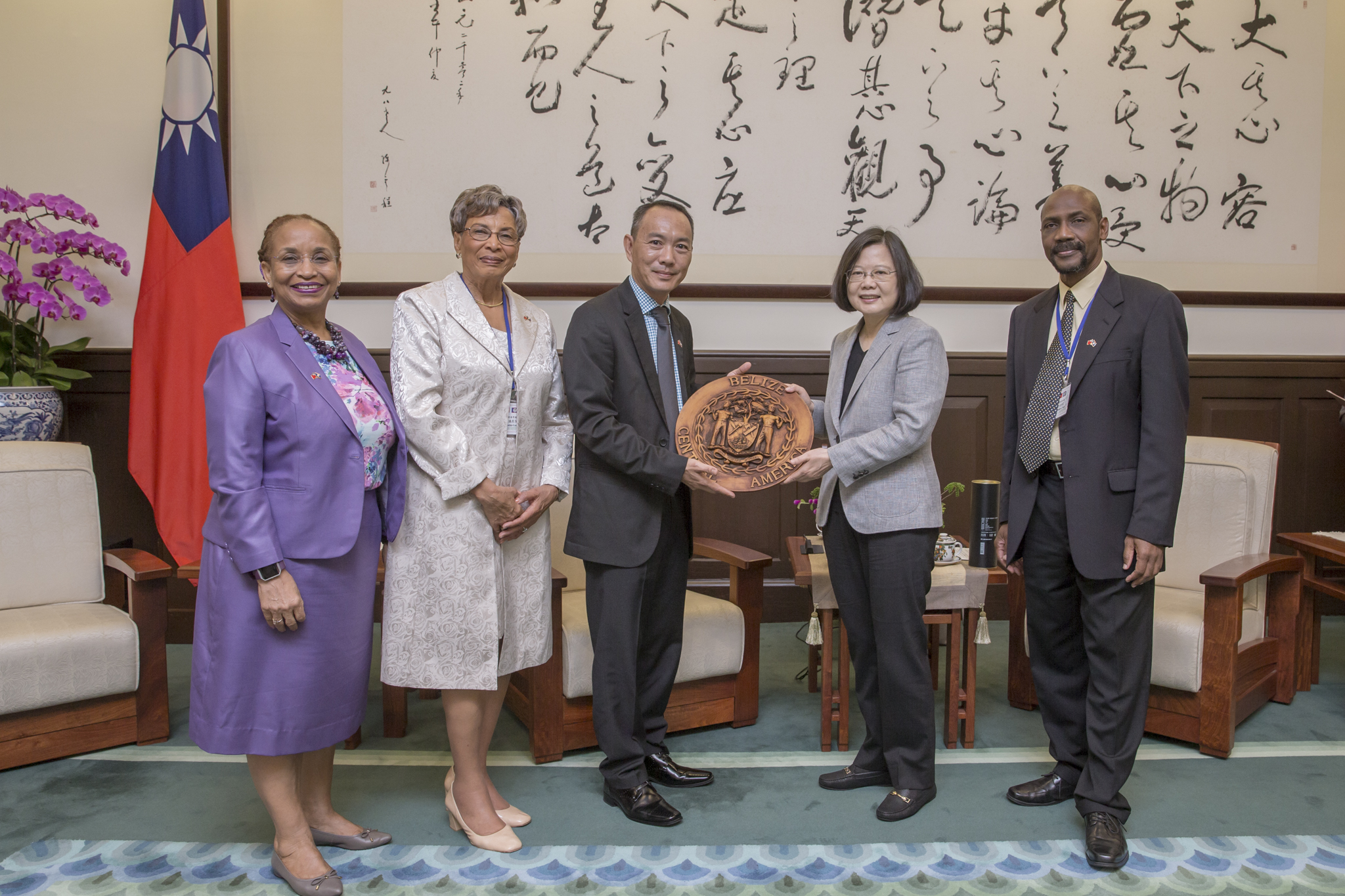
Laura Tucker-Longsworth (2. v.l.) bei einem Besuch in der Republik China (2019).

Laura Tucker-Longsworth, Tochter von Clive Tucker und dessen Ehefrau Veronica Tucker, absolvierte nach dem Schulbesuch ein Studium der Gesundheits- und Krankenpflege und Geburtshilfe an der heute zur 2000 gegründeten University of Belize gehörenden Bliss School of Nursing. Sie absolvierte zudem ein postgraduales Studium der Krankenpflege an der University of the West Indies (UWI), welches sie mit einem Certificate in Nursing beendete, sie an der zur Loyola University Chicago gehörenden Marcella Niehoff School of Nursing, welches sie mit einem Master of Science (M.Sc. Nursing) abschloss. Sie absolvierte zudem eine Fortbildung im Fach Gesundheitsmanagement und war nach der staatlichen Zulassung als registrierte Krankenschwester (Registered Nurse) sowie später als Koordinatorin des Bachelorstudiengangs für registrierte Krankenpfleger der University of the West Indies für Belize verantwortlich. Sie war Gründungsmitglied der Krebsgesellschaft BCS (Belize Cancer Society) und engagierte sich zeitweise als Präsidentin dieser Gesellschaft. Des Weiteren war sie Vorsitzende der Nationalen AIDS-Kommission sowie Mitglied des Disziplinarausschusses des Rates für Krankenpfleger und Geburtshelfer. Darüber war sie Direktorin der Healthy Caribbean Coalition und als Unternehmerin Geschäftsführerin von Nursing & Healthcare Services Consultants Ltd., die Gesundheitsdienstleistern und Agenturen Dienstleistungen zur Bereitstellung hochwertiger Gesundheitsversorgung anbietet. Für ihre Verdienste in der Krankenpflege wurde ihr 2015 das Offizierskreuz des Order of the British Empire (OBE) verliehen.
Am 13. Januar 2017 wurde Laura Tucker-Longsworth auf Vorschlag der regierenden United Democratic Party (UDP) als Nachfolgerin des zum Generalstaatsanwalt und Minister für Rechtsangelegenheiten ernannten Michael Peyrefitte Sprecherin (Speaker) des Repräsentantenhauses (House of Representatives) und war nach Sylvia Flores sowie Elizabeth Zabaneh die dritte Frau in dieser Funktion. Sie bekleidete dieses Amt als Parlamentspräsidentin bis zum 6. Oktober 2020, woraufhin Valerie Woods am 11. Dezember 2020 ihre Nachfolge antrat und damit als vierte Frau in der Geschichte Belizes Speaker of the House of Representatives.
Laura Tucker-Longsworth ist mit Stanley D. Longsworth verheiratet und Mutter dreier Kinder.